# АДМ Разград
„АДМ Разград“ ЕАД (до 12 август 2021 година – „Амилум България“ ЕАД) е българска компания със седалище в град Разград. Основната ѝ дейност е извличането на първични продукти за хранителната промишленост чрез дълбочинна преработка на царевица. Тя е най-големият единичен потребител на царевица в България.
Основните продукти, произвеждани в завода в Разград с царевично нишесте, глюкозен сироп, кристална и течна декстроза, високо-фруктозен сироп от царевица (HFCS) и малтодекстрини. Странични продукти на технологията са царевичен зародиш, царевичен глутен и царевични фуражи.
Изграждането на завода започва по американска технология през 1985 година, когато е учредено държавното предприятие Царевични продукти. След срива на социалистическата икономика в края на 80-те години строителството е спряно и заводът остава незавършен. 
На 12 май 1993 година предприятието е продадено на белгийската компания Амилум, като това става първата голяма сделка на започналата през 90-те години широка приватизация в страната. Предприятието е довършено и започва работа на следващата година. През същата година то е преименувано на Царамил, а през 1996 година – на Амилум България. През 2000 година, заедно с компанията Амилум, става част от британската група Тейт енд Лайл.